# Битва під Сипайєю
Битва під Сипайєю відбулась 7 листопада 1810 року у Болівії в рамках війни за незалежність Болівії між іспанською колоніальною армією та республіканськими силами Буенос-Айреса. На той час Болівія була відома під назвою Верхнє Перу. Це був перший рішучий розгром роялістів республіканськими силами. Битва мала місце за 25 км на південний схід від Тупіси, поблизу невеликого містечка Сипайя (Болівія).